# Moëns
Moëns est une ancienne commune française du département de l'Ain. Le 1er janvier 1975, elle fusionne avec Prévessin pour former la commune de Prévessin-Moëns.

### Lieux et monuments

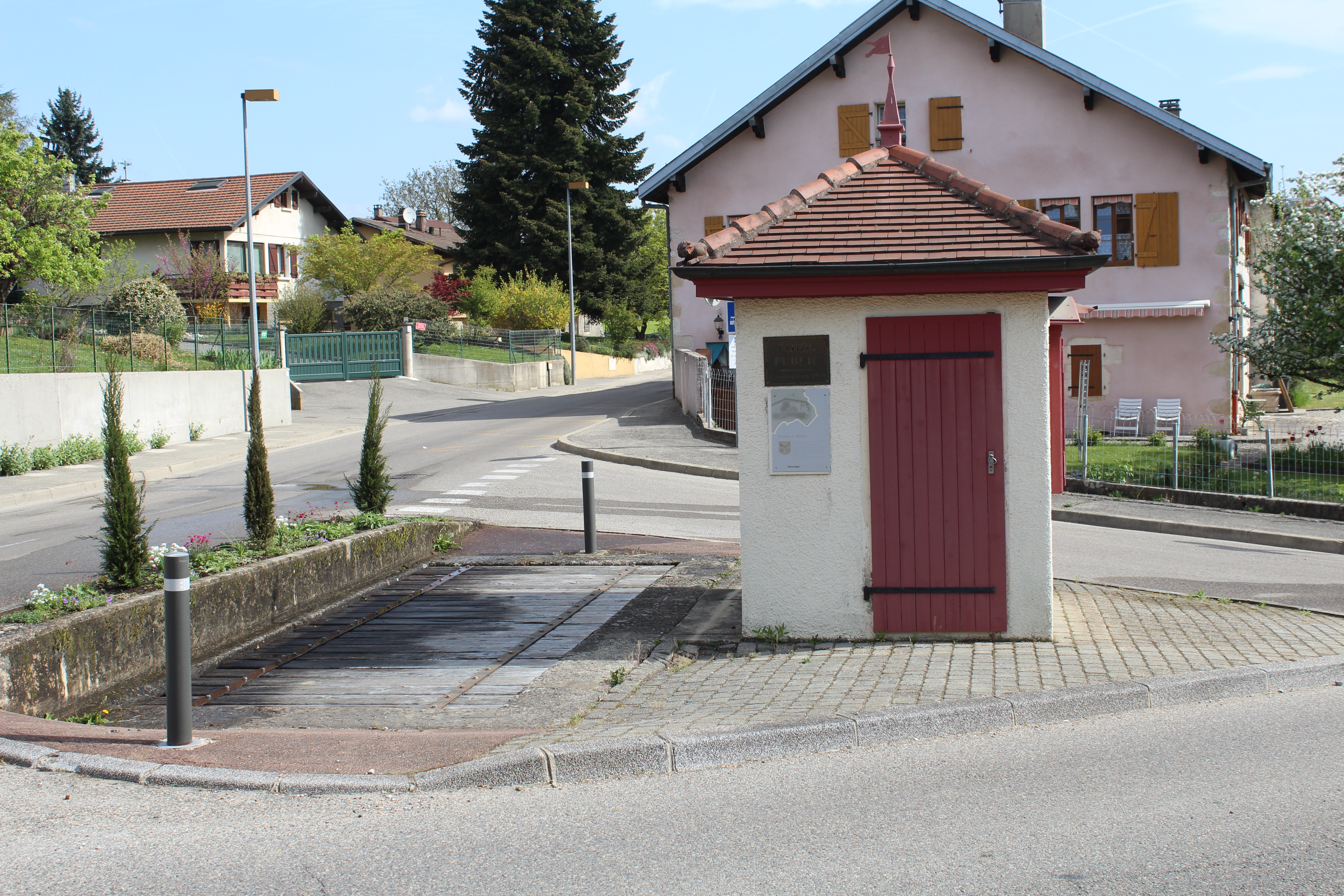
Ancien poids public.

## Histoire
Le 1er janvier 1975, elle fusionne avec Prévessin pour former la commune de Prévessin-Moëns.

## Population et société

### Démographie
| 1793 | 1800 | 1806 | 1821 | 1831 | 1836 | 1841 | 1846 | 1851 |
| ---- | ---- | ---- | ---- | ---- | ---- | ---- | ---- | ---- |
| 183  | 162  | 205  | 176  | 202  | 232  | 233  | 230  | 233  |

| 1856 | 1861 | 1866 | 1872 | 1876 | 1881 | 1886 | 1891 | 1896 |
| ---- | ---- | ---- | ---- | ---- | ---- | ---- | ---- | ---- |
| 232  | 229  | 227  | 232  | 224  | 217  | 238  | 243  | 207  |

| 1901 | 1906 | 1911 | 1921 | 1926 | 1931 | 1936 | 1946 | 1954 |
| ---- | ---- | ---- | ---- | ---- | ---- | ---- | ---- | ---- |
| 212  | 216  | 206  | 193  | 184  | 166  | 172  | 158  | 148  |

| 1962 | 1968 | - | - | - | - | - | - | - |
| ---- | ---- | - | - | - | - | - | - | - |
| 225  | 337  | - | - | - | - | - | - | - |

## Pour approfondir